# Jacob Groth
Jacob Groth (* 12. Mai 1951) ist ein dänischer Komponist. Seit Ende der 1970er Jahre hat er zu mehr als 30 Film- und Fernsehprojekten die Musik beigesteuert, darunter die mit dem International Emmy ausgezeichneten Serien Unit One – Die Spezialisten, Der Adler und Unge Andersen.

## Biografie
Jacob Groth widmete sich anfänglich der Rockmusik und spielte in den 1960er und 1970er Jahren in verschiedenen Bands, eine benannte er nach sich selbst. Auf Einladung seines Jugendfreundes Rumle Hammerich begann er in den späten 1970er Jahren Musik für die Abschlussprojekte von Filmstudenten an der Dänischen Filmhochschule zu komponieren. Erste Erfahrungen sammelte Groth bei Søren Kragh-Jacobsens Spielfilmdebüt Vil du se min smukke navle? (1978). Sein professionelles Debüt als verantwortlicher Filmkomponist gab er ein Jahr später mit Henning Kristiansens Drama Charly & Steffen (1979).
Die anfängliche Bekanntschaft mit Kragh-Jacobsen führte zu einer jahrzehntelangen Zusammenarbeit. Groth übernahm unter anderem die Musikuntermalung zu Die Jungen von St. Petri (1991), Die Jagd nach dem magischen Wasserrad (1993) und Skagerrak (2003), während ihm der Kinderfilm Goldregen 1989 erstmals den Robert, den Preis der Dänischen Filmakademie, einbrachte. Seit Anfang der 1980er Jahre übernahm er die gleiche Aufgabe auch für den befreundeten Filmemacher Rumle Hammerich (unter anderem Otto ist ein Nashorn, 1983; Fasadklättraren, 1991; Tödliches Verlangen, 1992; Opa gesucht!, 1994; Headhunter, 2009). Ebenso zeigte sich Groth für die Jingles von Kragh-Jacobsens und Hammerichs international preisgekrönten DR-Fernsehproduktionen Der Adler und Unge Andersen verantwortlich.
Groth schätzt Filmkompositionen, da diese ihm größere künstlerische Freiheit einräumen und zeitloser wären als beispielsweise Popmusik. „Der Großteil meiner Arbeit umfasst Musik, die Sie nicht bemerken würden. Aber das heißt nicht, dass die Musik unwichtig ist, es muss etwas sein, das ein gewöhnliches Musikstück nicht kann, da es zu kraftvoll wäre. Die Musik muss nahezu transparent sein, transparent, um einen Dialog zu unterlegen“, so Groth 2005 in einem Interview. Die Arbeit für ihn beginnt bereits beim Verfassen des Filmskripts in Zusammenarbeit mit Produzent, Regisseur und Drehbuchautoren. Aufgrund seiner verschiedenen Musikstile (zum Beispiel Blues für die Fernsehserie Taxa; sphärischer, an isländischer Mythologie orientierter Gesang bei Der Adler) bezeichnet sich der Komponist selbst als „Stimmungschamäleon“.
Seit der Fernsehserie Taxa arbeitet Groth auch regelmäßig mit dem Film- und Fernsehregisseur Niels Arden Oplev zusammen. Für dessen Drama Worlds Apart, Dänemarks offizieller Beitrag für die Nominierung um den besten fremdsprachigen Film bei der Oscarverleihung 2009, erhielt er erneut den Preis der Dänischen Filmakademie zugesprochen.
Groths bisher größter internationaler Erfolg war Oplevs Spielfilm Verblendung. Die Filmmusik zur gleichnamigen Bestseller-Verfilmung nach Stieg Larsson, die ihm eine Nominierung für den Europäischen Filmpreis einbringen sollte, präsentierte er 2009 gemeinsam mit dem Kopenhagener Athelas-Symphonieorchester während der „préludes musicaux“ in Cannes.

## Filmografie (Auswahl)
- 1978: Vil du se min smukke navle?
- 1979: Charly & Steffen
- 1983: Otto ist ein Nashorn (Otto er et næsehorn)
- 1988: Goldregen (Guldregn)
- 1990: Oliver und Olivia – Zwei freche Spatzen (Fuglekrigen i Kanøfleskoven)
- 1991: Fasadklättraren (TV)
- 1991: Die Jungen von St. Petri (Drengene fra Sankt Petri)
- 1992: Tödliches Verlangen (Svart Lucia)
- 1993: Die Jagd nach dem magischen Wasserrad (Den korsikanske biskopen, Fernsehserie)
- 1993: Den gråtande ministern (Fernsehserie)
- 1994: La hija del puma
- 1994: Opa gesucht! (Kan du vissla Johanna?, TV)
- 1995: Ein Zirkus für Sarah (Cirkus Ildebrand, TV)
- 1997: Taxa (Fernsehserie)
- 2000: 2. juledag
- 2000: Unit One – Die Spezialisten (Rejseholdet, Fernsehserie)
- 2000: Street Love – Amor de la calle (Dokumentarfilm)
- 2001: Fukssvansen
- 2003: Skagerrak
- 2004: Krøniken (Fernsehserie)
- 2004: Der Ketchup-Effekt (Hip Hip Hora!)
- 2004–2005: Der Adler – Die Spur des Verbrechens (Ørnen: En krimi-odyssé, Fernsehserie)
- 2005: Unge Andersen
- 2006: Das hässliche Entlein und Ich (The Ugly Duckling and Me!, Fernsehserie)
- 2006: Der Traum (Drømmen)
- 2007: Schwarze Nelke (Svarta nejlikan)
- 2008: Worlds Apart (To verdener)
- 2009: Verblendung (Män som hatar kvinnor)
- 2009: Headhunter
- 2009: Verdammnis (Flickan som lekte med elden)
- 2009: Vergebung (Luftslottet som sprängdes)
- 2009–2010: Protectors – Auf Leben und Tod (Livvagterne, Fernsehserie)
- 2010: Ken Folletts Eisfieber (TV)
- 2011–2012: Unforgettable (Fernsehserie)
- 2012: Flutter
- 2013: Dead Man Down
- 2015: Modus – Der Mörder in uns
- 2019: Kidnapping (DNA, Fernsehserie)
- seit 2019: Kommissar Wisting (Wisting, Fernsehserie)
- 2024: Natatorium

## Auszeichnungen
Europäischer Filmpreis
- 2009: nominiert in der Kategorie Beste Filmmusik für Verblendung

Robert
- 1989: Beste Filmmusik für Goldregen
- 2007: nominiert in der Kategorie Beste Filmmusik für Drømmen und Das hässliche Entlein und Ich
- 2009: Beste Filmmusik für Worlds Apart